# کالای نهایی
کالای نهایی (انگلیسی: Final good) یا کالای مصرفی، در اقتصاد به کالاهایی اطلاق می‌شود، که برای تأمین خواسته‌ها یا نیازمندی‌های مصرف‌کنندگان، تولید می‌شوند و در فرایند تولید کالاهای دیگر، مورد استفاده قرار نمی‌گیرند. برای نمونه؛ دستگاه مایکروویو بعنوان یک کالای نهایی به مصرف‌کنندگان عرضه می‌شود، ولی کالایی همچون پارچه، بعنوان یک کالای واسطه، برای تولید کالایی دیگر عرضه می‌گردد. از دیدگاه درآمد ملی، اصطلاح کالاهای نهایی فقط کالاهای جدید را شامل می‌شود. کالاهای نهایی همچنین دارایی‌های سرمایه‌ای مانند طلا و فلزات گرانبها را در بر نمی‌گیرند، حتی اگر این کالاها برای استفاده مصرف‌کنندگان نهایی، تولید و عرضه شده باشند.